# Sandra (Estland)
Sandra is een plaats in de Estlandse provincie Viljandimaa, behorend tot de gemeente Põhja-Sakala. De plaats heeft de status van dorp (Estisch: küla).
Tot oktober 2017 lag Sandra in de gemeente Suure-Jaani. In die maand ging de gemeente op in de fusiegemeente Põhja-Sakala.

## Bevolking
Het dorp had 20 inwoners op 31 december 2011 en 23 inwoners op 31 december 2021.

## Ligging
Wat oppervlakte betreft is Sandra met zijn 173 km² het grootste dorp van Estland. De rivier Raudna vormt de grens met het zuidelijke buurdorp Vanaveski en stroomt daarna door Sandra, waar de rivier Lemmjõgi op de Raudna uitkomt. Op de grens van Sandra met het dorp Riisa in de gemeente Tori (provincie Pärnumaa) komt de rivier Tõramaa op de Raudna uit.
Een groot deel van Sandra bestaat uit moerasland. Het grootste moeras is het Ördi raba op de grens van Sandra met Iia en Tipu. Het grootste deel van het dorp ligt in het Nationaal Park Soomaa. Ook het Ördi raba valt onder het natuurpark.

## Geschiedenis
Sandra werd voor het eerst genoemd in 1681 onder de naam Sander Guders als boerderij op het landgoed van Wastemois (Vastemõisa). In 1704 heette de boerderij Sander Jack, in 1797 Sandra. In 1839 werd Sandra genoemd als dorp. In 1977 werd het buurdorp Ärma bij Sandra gevoegd.
Het dorp heeft een school en een herberg gehad, die allebei tot ruïne zijn vervallen.

## Foto's

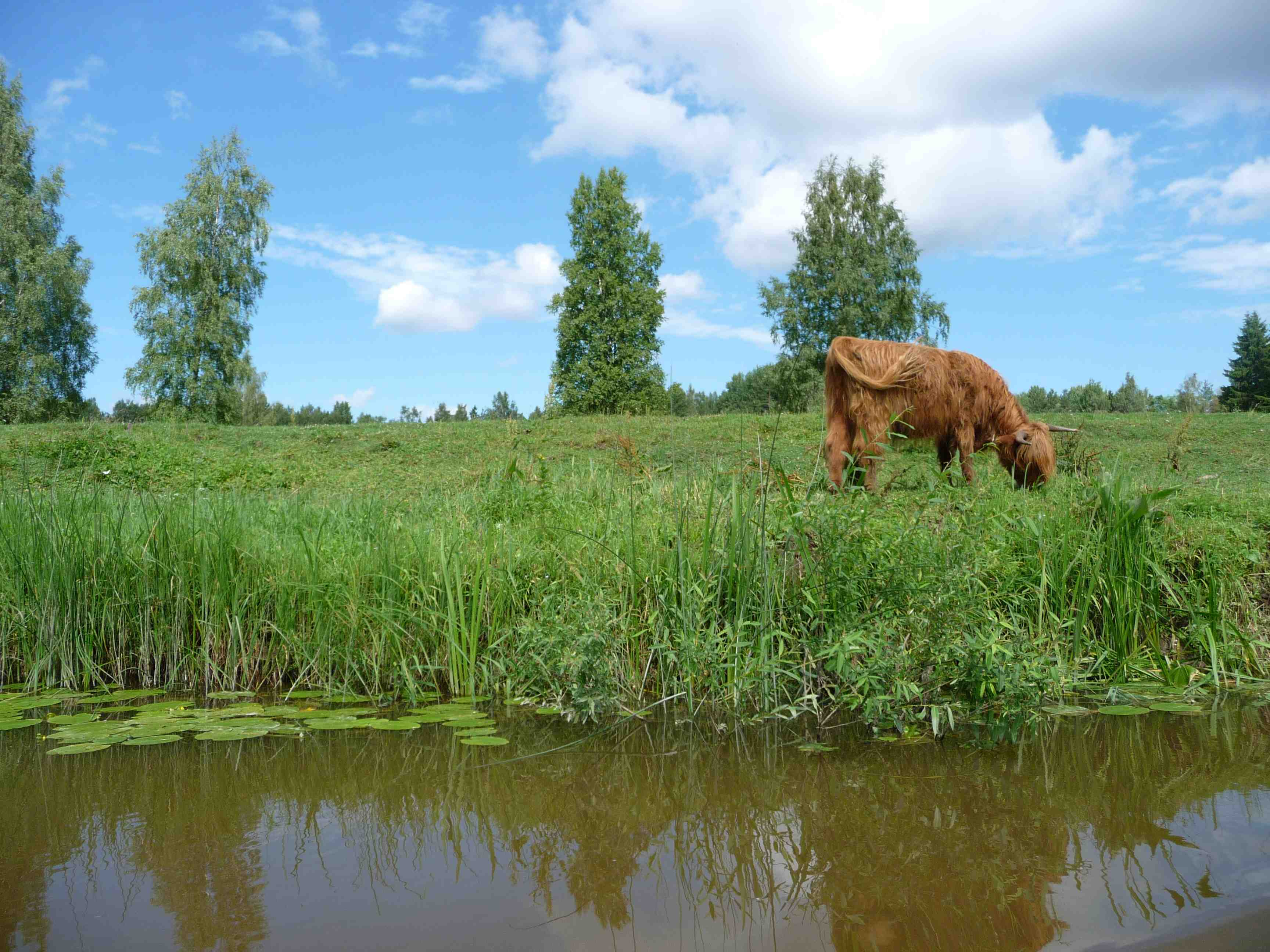
Oever van de Raudna
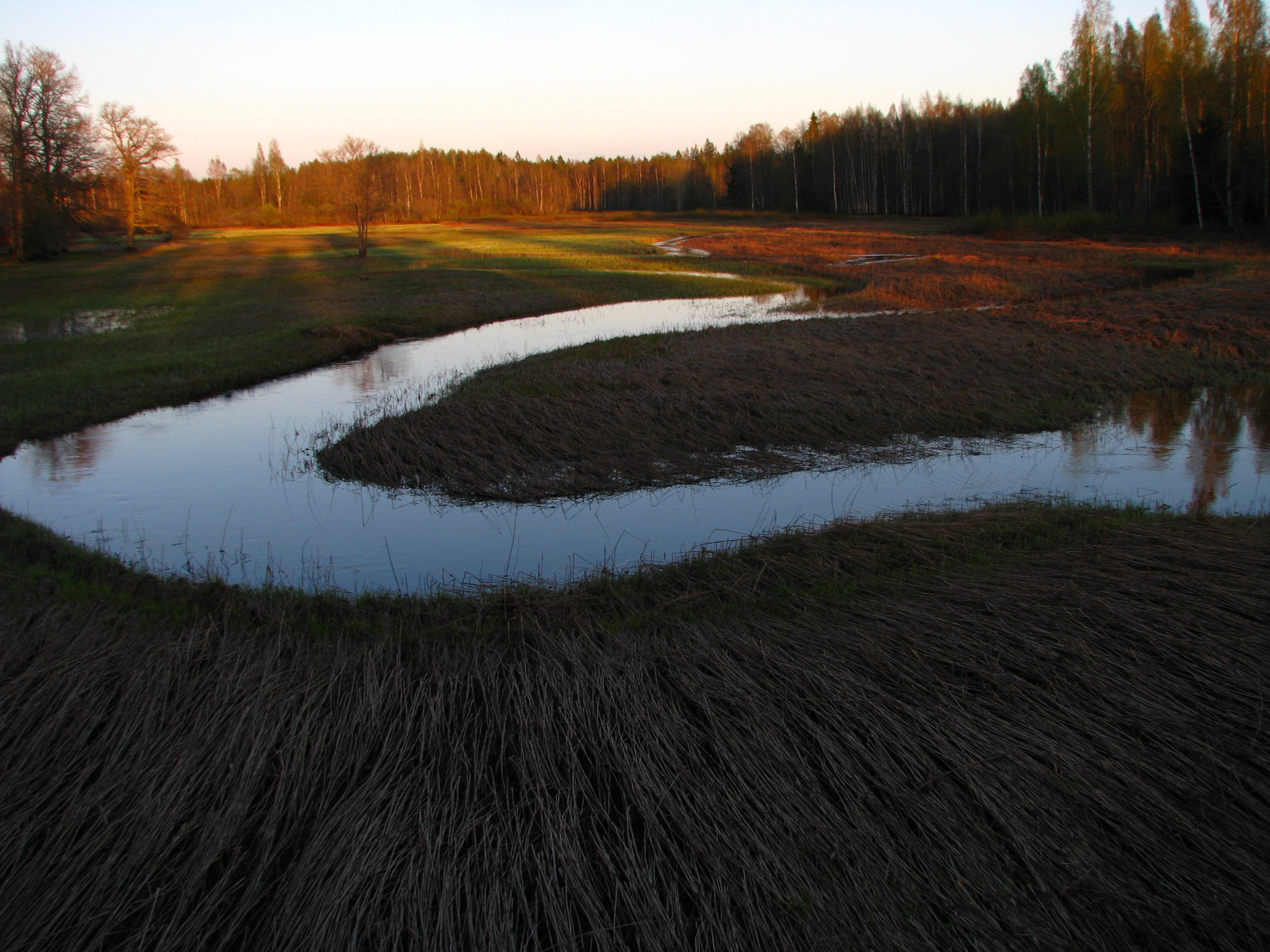
De Lemmjõgi
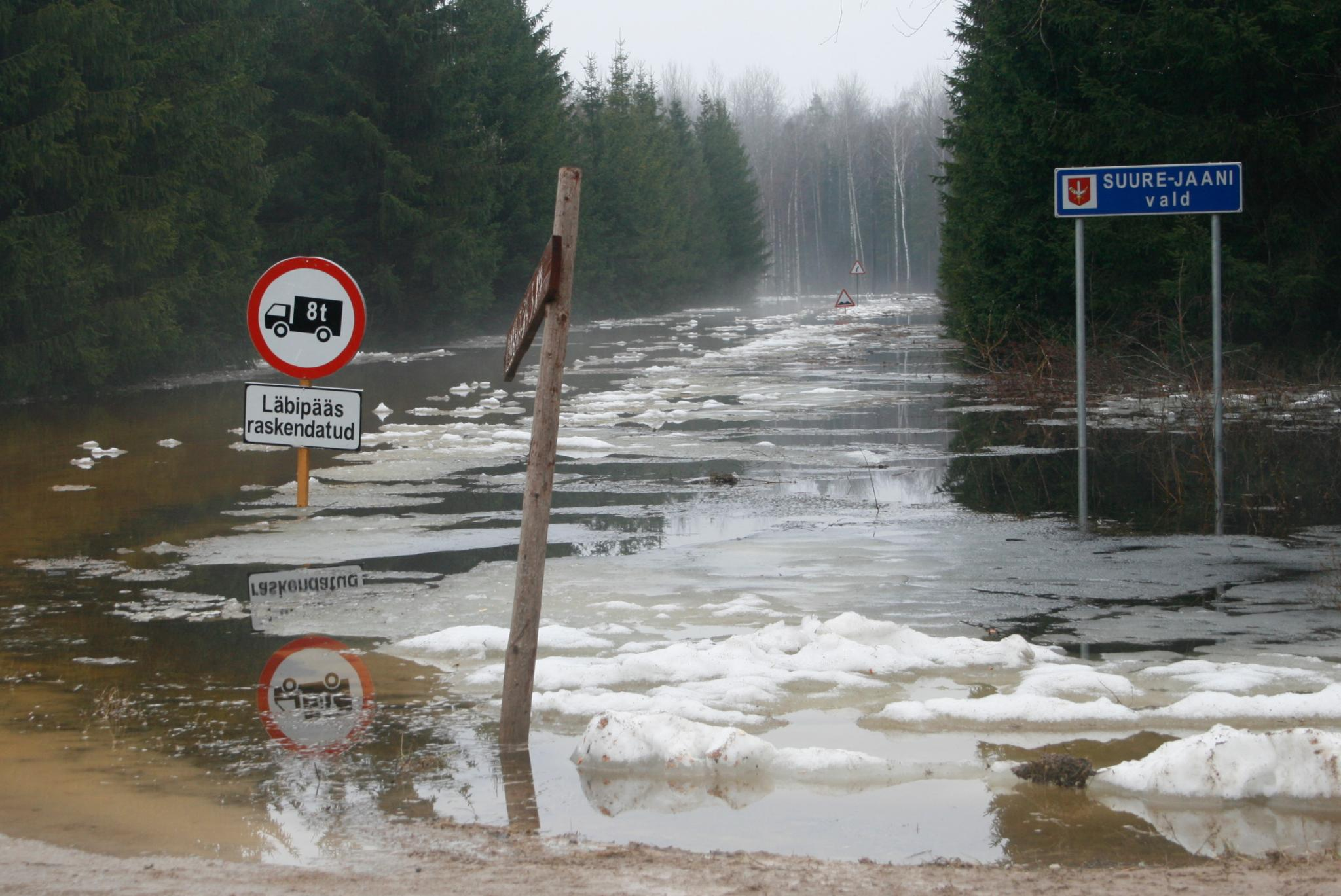
Een weg in het natte seizoen in 1910